# Elecciones al Parlamento Europeo de 1989 (Italia)
Las elecciones al Parlamento Europeo de 1994 en Italia se celebraron el día 18 de junio de 1989 para elegir a los eurodiputados de dicho país para la tercera legislatura del Parlamento Europeo.
Las elecciónes se celebraron en conjunto con un referéndum no vinculante sobre la devolución de poderes a la Comunidad Económica Europea, que se aprobó con un apoyo abrumador de los votantes.

## Sistema electoral
El sistema electoral de representación proporcional por listas de partidos puras era el tradicional de la República Italiana desde su fundación en 1946, por lo que fue adoptado también para elegir a los representantes italianos en el Parlamento Europeo.
Se utilizaron dos niveles: uno nacional para repartir los escaños entre los partidos y otro de circunscripción para distribuirlos entre los candidatos. Las regiones de Italia se unieron en cinco circunscripciones, cada una de las cuales eligió un grupo de eurodiputados.
A nivel nacional, los escaños se dividieron entre las listas de los partidos mediante el método del resto mayor con cuota Hare. Todos los escaños obtenidos por cada partido se distribuyeron automáticamente entre sus listas abiertas locales y sus candidatos más votados.

## Resultados
Durante más de 35 años, los comunistas italianos pensaron que su victoria final no era más que una cuestión de tiempo. Sin embargo, la desindustrialización de Italia durante los años 80 demostró que el tiempo había expirado. El declive de los opositores tradicionales a la Democracia Cristiana abrió la puerta a nuevas formas de protesta: las Listas Verdes y, en el norte de Italia, la Liga Lombarda.
El gobierno de Ciriaco De Mita no sobrevivió a esta votación: el Partido Republicano Italiano, en decadencia, despidió a su líder, Giovanni Spadolini, y el nuevo secretario, Giorgio La Malfa, retiró su apoyo al antiguo primer ministro. La Democracia Cristiana ha elegido entonces un nuevo primer ministro muy experto: Giulio Andreotti.
| Partido                              | Partido                                               | Grupo del PE                         | Candidato principal                  | Votos      | %      | +/–   | Escaños | +/–   |  |
| ------------------------------------ | ----------------------------------------------------- | ------------------------------------ | ------------------------------------ | ---------- | ------ | ----- | ------- | ----- |  |
|                                      | Democracia Cristiana (DC)                             | EPP                                  | Giovanni Goria                       | 11.451.053 | 32,90  | 0,06  | 26      | 0     |  |
|                                      | Partido Comunista Italiano (PCI)                      | EUL                                  | Achille Occhetto                     | 9.598.369  | 27,58  | 5,75  | 22      | 5     |  |
|                                      | Partido Socialista Italiano (PSI)                     | SOC                                  | Bettino Craxi                        | 5.151.929  | 14,80  | 3,59  | 12      | 3     |  |
|                                      | Movimiento Social Italiano (MSI)                      | NI                                   | Gianfranco Fini                      | 1.918.650  | 5,51   | 0,96  | 4       | 1     |  |
|                                      | Liberales – Republicanos – Federalistas (PLI–PRI–FED) | LDR / NI                             | Jas Gawronski                        | 1.532.388  | 4,40   | 1,69  | 4       | 1     |  |
|                                      | Lista Verde (LV)                                      | Green                                | Gianfranco Amendola                  | 1.317.119  | 3,78   | Nuevo | 3       | Nuevo |  |
|                                      | Partido Socialista Democrático Italiano (PSDI)        | SOC                                  | Antonio Cariglia                     | 945.383    | 2,72   | 0,77  | 2       | 1     |  |
|                                      | Verdes Arcoíris (VA)                                  | Green                                | Edo Ronchi                           | 830.980    | 2,39   | Nuevo | 2       | Nuevo |  |
|                                      | Liga Lombarda – Alianza Norte (LL-AN)                 | RBW                                  | Umberto Bossi                        | 636.242    | 1,83   | 1,36  | 2       | 2     |  |
|                                      | Democracia Proletaria (DP)                            | Green                                | Eugenio Melandri                     | 449.639    | 1,29   | 0,15  | 1       | 0     |  |
|                                      | Lista Antiprohibicionista (LA)                        | Green                                | Marco Taradash                       | 430.150    | 1,24   | 2,43  | 1       | 2     |  |
|                                      | Federalismo (PSd'Az–UV–MF–UfS–UPV–SSK)                | RBW                                  | Mario Melis                          | 207.739    | 0,60   | 0,05  | 1       | 0     |  |
|                                      | Partido Popular Sudtirolés (SVP)                      | EPP                                  | Joachim Dalsass                      | 172.383    | 0,50   | 0,06  | 1       | 0     |  |
|                                      | Partido de los Pensionistas (PP)                      | Ninguno                              |                                      | 162.293    | 0,47   | Nuevo | 0       | Nuevo |  |
|                                      |                                                       |                                      |                                      |            |        |       |         |       |  |
| Votos válidos                        | Votos válidos                                         | Votos válidos                        | Votos válidos                        | 34.804.317 | 92,63  |       |         |       |  |
| Votos en blanco y nulos              | Votos en blanco y nulos                               | Votos en blanco y nulos              | Votos en blanco y nulos              | 2.768.442  | 7,37   |       |         |       |  |
| Total                                | Total                                                 | Total                                | Total                                | 37.572.759 | 100,00 | —     | 81      | 0     |  |
| Votantes registrados y participación | Votantes registrados y participación                  | Votantes registrados y participación | Votantes registrados y participación | 46.346.961 | 81,07  | 1,40  |         |       |  |
| Fuente: Ministerio del Interior      |                                                       |                                      |                                      |            |        |       |         |       |  |

| \| Voto Popular \| Voto Popular \| Voto Popular \| Voto Popular \| Voto Popular \| \| --------------- \| --------------- \| ------------ \| ------------ \| ------------ \| \| \| \| \| \| \| \| DC \| DC \| \| 32.90 % \| 32.90 % \| \| PCI \| PCI \| \| 27.58 % \| 27.58 % \| \| PSI \| PSI \| \| 14.80 % \| 14.80 % \| \| MSI \| MSI \| \| 5.51 % \| 5.51 % \| \| PLI-PRI \| PLI-PRI \| \| 4.40 % \| 4.40 % \| \| Verdes \| Verdes \| \| 2.79 % \| 2.79 % \| \| PSDI \| PSDI \| \| 2.72 % \| 2.72 % \| \| Verdes Arcoíris \| Verdes Arcoíris \| \| 2.39 % \| 2.39 % \| \| Otros \| Otros \| \| 5.93 % \| 5.93 % \| |                 |  |         |         |
| Voto Popular |                 |  |         |         |
| |                 |  |         |         |
| DC | DC              |  | 32.90 % | 32.90 % |
| PCI | PCI             |  | 27.58 % | 27.58 % |
| PSI | PSI             |  | 14.80 % | 14.80 % |
| MSI | MSI             |  | 5.51 %  | 5.51 %  |
| PLI-PRI | PLI-PRI         |  | 4.40 %  | 4.40 %  |
| Verdes | Verdes          |  | 2.79 %  | 2.79 %  |
| PSDI | PSDI            |  | 2.72 %  | 2.72 %  |
| Verdes Arcoíris | Verdes Arcoíris |  | 2.39 %  | 2.39 %  |
| Otros | Otros           |  | 5.93 %  | 5.93 %  |